# Аљанчић
Аљанчић је презиме. Значајни људи са овим презименом су:
- Ернест Аљанчич (1916–2006), словеначки хокејаш и званичник
- Ернест Аљанчич млађи (1945–2021), словеначки хокејаш и функционер хокеја на леду
- Јанез Аљанчич (рођен 1982), словеначки фудбалер
- Слободан Аљанчић (1922–1993), српски математичар